# James Mattis
James Norman Mattis (rođen 8. rujna 1950.) je bivši ministar obrane Sjedinjenih Američkih Država od siječnja 2017. do prosinca 2018. godine u administraciji predsjednika Donalda Trumpa. Umirovljeni je general Marinskog zbora Sjedinjenih Država. Mattis je služio u Zaljevskom ratu, ratu u Afganistanu i ratu u Iraku.
Mattis je služio kao zapovjednik Središnjeg zapovjedništva SAD-a, zajedničkog borbenog zapovjedništva zaduženog za vojno djelovanje na Bliskom Istoku, Sjevernoj Africi i Središnjoj Aziji, od 2010. do 2013. godine. Također je bio zapovjednik Zapovjedništva združenih snaga Sjedinjenih Država od 2007. do 2010. godine i zapovjednik Savezničkog zapovjedništva za transformaciju NATO-a od 2007. do 2009. godine.
Poznat je po sudjelovanju u ratu u Iraku, gdje je služio kao zapovjednik 1. marinske divizije, I. marinskih ekspedicijskih snaga te Središnjeg zapovjedništva Marinskog zbora.

## Životopis
Mattis je rođen 8. rujna 1950. u Pullmanu u saveznoj državi Washington kao sin Lucile Mattis (Proulx) i Johna West Mattisa, trgovačkog pomorca. Njegova majka se doselila u Sjedinjene Države iz Kanade kao novorođenče i radila je u Vojno-obavještajnoj službi Južne Afrike tijekom Drugog svjetskog rata. Mattisov otac preselio se u Richland u Washingtonu kako bi radio u postrojenju koje isporučuje fisilni materijal za Projekt Manhattan. Mattis je odrastao okružen knjigama u kućanstvu koje nije posjedovalo televiziju. Završio je srednju školu u Richlandu 1968. godine. Diplomirao je povijest na Sveučilištu Central Washington 1971. godine i magistrirao na temu međunarodne sigurnosti na Nacionalnom ratnom učilištu Nacionalnog obrambenog sveučilišta 1994. godine. 
Mattis je pristupio marinskoj pričuvi 1969. godine., a 1972. godine je imenovan za potporučnika preko Obučnog zbora mornaričkih pričuvnih časnika. Tijekom godina u službi, Mattis se smatrao "intelektualcem" među višim redovima. Robert H. Scales, umirovljeni general vojske SAD-a, nazvao ga je "jednim od urbanih i uglađenih ljudi koje sam poznavao." 
Mattis je završio Školu za amfibijsko ratovanje Marinskog zbora, Zapovjedno-stožernu školu Marinskog zbora i Nacionalno ratno učilište. Poznat je po zanimanju za proučavanje vojne povijesti i svjetske povijesti s osobnom knjižnicom koja je nekada sadržavala preko 7000 svezaka. Mattis je bio sklon objavljivanju potrebnih popisa knjiga za čitanje za marince pod njegovim zapovjedništvom. Zahtijevao je da njegovi marinci budu dobro upućeni u kulturu i povijest regija u kojima su raspoređeni, a njegovi marinci koji su raspoređeni u Irak prošli su "poduku o kulturnoj osjetljivosti".
Prilikom posjete hrvatskog ministra obrane Damira Krstičevića Pentagonu u srpnju 2017. godine povodom obilježavanja obljetnice Operacije Oluja Mattis je izjavio: "Oluja je operacija koja se ovdje u Americi proučava i pokazuje što dobro predvođena, što dobro opremljena i dobro istrenirana snaga, politički dobro predvođena, može napraviti i preokrenuti tijek povijesti. Iznimno poštujemo vas, našeg saveznika, jednu malu zemlju, koja se bori znatno iznad svoje kategorije".

## Citati
- Hrvatska je mala zemlja koja se bori znatno iznad svoje kategorije.[2]

- Oluja je operacija koja se ovdje u Americi proučava i pokazuje što dobro predvođena, što dobro opremljena i dobro istrenirana snaga, politički dobro predvođena, može napraviti i preokrenuti tijek povijesti. Iznimno poštujemo vas, našeg saveznika, jednu malu zemlju, koja se bori znatno iznad svoje kategorije.[1]

## Vanjske poveznice
- Biografija: Ministartvo obrane SAD-a
- Marinski zbor: službena biografija